# Col·laboració publicoprivada

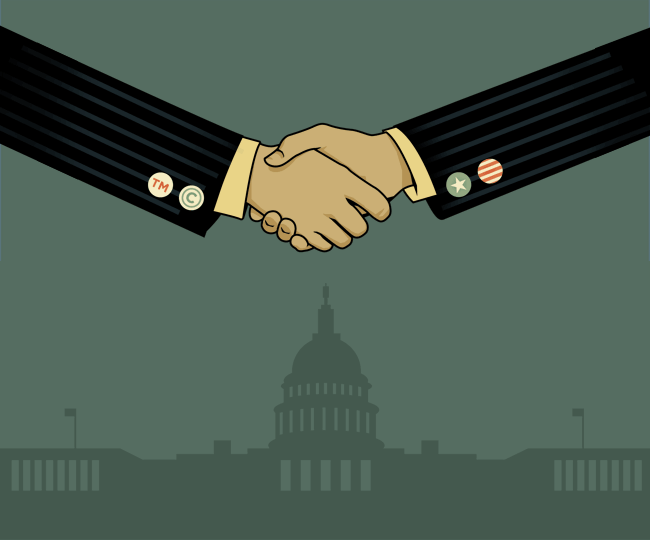
Les associacions públic-privades sovint es representen amb una encaixada de mans, que simbolitza els socis públics i privats que arriben a un acord.

Una associació públic-privada (PPP, 3P o P3) és un acord a llarg termini entre un govern i institucions del sector privat. Normalment, implica el finançament de capital privat de projectes i serveis governamentals per endavant, i després obtenir ingressos dels contribuents i/o usuaris per obtenir beneficis al llarg del contracte PPP. Les associacions públicoprivades s'han implementat a diversos països i s'utilitzen principalment per a projectes d'infraestructures. Tot i que no són sempre així, les PPP s'han utilitzat per construir, equipar, operar i mantenir escoles, hospitals, sistemes de transport i sistemes d'aigua i clavegueram.
La cooperació entre actors privats, corporacions i governs ha existit des dels inicis dels estats sobirans, sobretot amb el propòsit de la recaptació d'impostos i la colonització. Les "associacions públic-privades" contemporànies van sorgir cap a finals del segle xx. Tenien com a objectiu augmentar la implicació del sector privat en l'administració pública. Els governs d'arreu del món els consideraven un mètode per finançar actius del sector públic nous o renovats fora del seu balanç. Tot i que el finançament de PPP prové del sector privat, aquests projectes sempre es paguen amb impostos o pels usuaris del servei, o una barreja d'ambdós. Les APP són estructuralment més cares que els projectes finançats amb finançament públic perquè el cost més elevat d'endeutament del sector privat, fa que els usuaris o els contribuents paguin la factura per uns costos d'interès desproporcionadament elevats. Les PPP també tenen costos de transacció elevats.
Les PPP són controvertides com a eines de finançament, en gran part per la preocupació que el retorn de la inversió pública sigui inferior al rendiment del finançador privat. Estan estretament relacionades amb conceptes com la privatització i la contractació de serveis governamentals. El secret que envolta els seus detalls financers compliquen el procés d'avaluació de si els PPP han tingut èxit. Els defensors del PPP destaquen la compartició del risc i el desenvolupament de la innovació, mentre que els crítics denuncien els seus costos més elevats i els problemes de responsabilitat. Les proves del rendiment de les PPP en termes de relació qualitat-preu i eficiència, per exemple, són diverses i sovint no estan disponibles.